# 5461 Autumn
5461 Autumn (1983 HB1) là một tiểu hành tinh vành đai chính được phát hiện ngày 18 tháng 4 năm 1983 bởi N. G. Thomas ở Trạm Anderson Mesa thuộc đài thiên văn Lowell.